# یواس‌اس مک‌فارلند (دی‌دی-۲۳۷)
یواس‌اس مک‌فارلند (دی‌دی-۲۳۷) (به انگلیسی: USS McFarland (DD-237)) یک کشتی بود که طول آن ۹۵٫۸۳ متر (۳۱۴٫۴ فوت) بود. این کشتی در سال ۱۹۲۰ ساخته شد.